# Zelz
Zelz (niedersorbisch Selc, polnisch Siedlec) ist ein Gemeindeteil von Jerischke, einem Ortsteil der Gemeinde Neiße-Malxetal im Südosten des brandenburgischen Landkreises Spree-Neiße. Der östlich der Lausitzer Neiße gelegene Teil des Ortes wurde nach der Grenzziehung in den Jahren nach dem Zweiten Weltkrieg abgetrennt und liegt heute als Teil der Gemeinde Trzebiel in Polen.
Südöstlich von Zelz befindet sich der östlichste Punkt Brandenburgs.

## Lage
Zelz liegt in der Niederlausitz unmittelbar an der Grenze zu Polen. Benachbarte Ortschaften sind Bahren im Norden, die zur polnischen Gemeinde Trzebiel gehörenden Ortschaften Bukowina im Nordosten, Kamienica nad Nysą Łużycką im Osten, Buczyny im Südosten und Żarki Wielkie im Süden, Pusack im Südwesten, Jerischke im Westen sowie Raden im Nordwesten.
Westlich des Ortes verläuft die Landesstraße 7101 von Döbern nach Forst. Durch den Ort verläuft die Lausitzer Neiße, der westliche Teil des Ortes liegt in Deutschland und der östliche Teil in Polen.

## Geschichte
Zelz wurde im Jahr 1513 erstmals urkundlich erwähnt. Der Ortsname, der zum Zeitpunkt der Ersterwähnung „Czelc“ lautete, stammt aus der sorbischen Sprache und bedeutet einfach „Siedlung“.
Historisch gehörte das Rittergut Zelz als Vasallengut zur Herrschaft Pförten. Als Folge des Wiener Kongresses wurde Zelz aus dem Königreich Sachsen in das Königreich Preußen umgegliedert, wo die Gemeinde im Landkreis Sorau im Regierungsbezirk Frankfurt in der Provinz Brandenburg lag. Im Jahr 1826 gehörten zum damaligen Rittergut Zelz (sowohl der heute deutsche als auch der heute polnische Teil) ein Vorwerk, eine herrschaftliche Schäferei, eine Kolonie, eine Wassermühle, eine Bleiche und ein Zollhaus. Der Ort hatte zu diesem Zeitpunkt insgesamt 175 Einwohner in 24 Wohnhäusern und war nach Triebel gepfarrt. In der Topographisch-statistischen Übersicht des Regierungsbezirks Frankfurt a.d.O. aus dem Jahr 1844 wird ein zu Zelz gehörender Dorfkrug mit dem Namen Schneekönig erwähnt. Insgesamt hatte Zelz 230 Einwohner. 1864 lebten in Zelz 182 und in der Kolonie Schneekönig 43 Einwohner.
Nachdem das östlich der Neiße gelegene Ortszentrum von Zelz durch die Festlegung der Oder-Neiße-Grenze abgetrennt worden war, fusionierte die Gemeinde Zelz mit der Nachbargemeinde Bahren zum 1. Januar 1946 zu der neuen Gemeinde Zelz-Bahren. Bis 1952 lag die Gemeinde im Landkreis Spremberg. Am 25. Juli 1952 wurde Zelz-Bahren dem neu gebildeten Kreis Forst im Bezirk Cottbus zugeteilt und lag nach der Wende im Landkreis Forst in Brandenburg. Am 1. Mai 1973 wurde Zelz-Bahren nach Jerischke eingemeindet und am 31. Dezember 2001 ein Teil der neu gebildeten Gemeinde Neiße-Malxetal.
Seit der Fertigstellung einer Brücke über die Neiße im Jahr 2008 findet in Zelz am zweiten Samstag im September jeweils abwechselnd auf deutscher und polnischer Seite das deutsch-polnische Brückenfest statt.

## Bevölkerungsentwicklung
| 1875 | 100 | 1910 | 100 |
| 1890 | 100 | 1925 | 100 |

## Nachweise
1. ↑  Das Land Brandenburg in Zahlen und Karten. (PDF) Landesvermessung und Geobasisinformationen Brandenburg, 2016, archiviert vom Original (nicht mehr online verfügbar) am 16. August 2017; abgerufen am 15. August 2017.  Info: Der Archivlink wurde automatisch eingesetzt und noch nicht geprüft. Bitte prüfe Original- und Archivlink gemäß Anleitung und entferne dann diesen Hinweis.
2. 1 2  Herzlich willkommen im Amt Döbern-Land. (PDF; 699 kB) Jerischke. Amt Döbern-Land, Juni 2015, abgerufen am 10. April 2017.
3. ↑  Reinhard E. Fischer: Die Ortsnamen der Länder Brandenburg und Berlin: Alter - Herkunft - Bedeutung. be.bra Wissenschaft, 2005, S. 189.
4. ↑  August Schumann: Vollständiges Staats-, Post- und Zeitungs-Lexikon von Sachsen Bd. 13. Wiesenburg bis Zwunsch. Gebr. Schumann, Zwickau 1826, S. 523.
5. ↑  Topographisch-statistische Uebersicht des Regierungs-Bezirks Frankfurt a. d. O. Gustav Harnecker’s Buchhandlung, Frankfurt a. O. 1844, S. 202 und 206.
6. ↑  Topographisch-statistisches Handbuch des Regierungs-Bezirks Frankfurt a. O. Verlag von Gustav Harnecker u. Co., Frankfurt a. O. 1867, S. 244.
7. ↑  Beschluß des Präsidiums der Provinzialverwaltung Mark Brandenburg über die Auflösung des Restkreises Sorau und Änderung der Grenzen der Landkreise Cottbus und Spremberg sowie des Stadtkreises Forst.
8. ↑  Wolfgang Blöß: Kommunale Strukturen im Spannungsfeld gesellschaftlicher Umwälzungen: Die Grenzen von Gemeinden und Kreisen in Brandenburg 1945–1952. Berliner Wissenschafts-Verlag, Berlin 2018, S. 45 (online).
9. ↑  Zelz in der Datenbank des Vereins für Computergenealogie. Abgerufen am 10. April 2017.
10. ↑  Historisches Gemeindeverzeichnis des Landes Brandenburg 1875 bis 2005. (PDF; 331 kB) Landkreis Spree-Neiße. Landesbetrieb für Datenverarbeitung und Statistik Land Brandenburg, Dezember 2006, abgerufen am 10. April 2017.